# Simone Missick
Simone Missick (ur. jako Simone Cook 19 stycznia 1982 w Detroit) – amerykańska aktorka, która wystąpiła m.in. w serialach Luke Cage, Defenders i Altered Carbon.

## Filmografia

### Filmy
| Rok  | Tytuł                | Rola                 | Uwagi       |
| ---- | -------------------- | -------------------- | ----------- |
| 2003 | The Epicureans       | Jamie                |             |
| 2008 | The Road to Sundance | Reese Knight         |             |
| 2009 | K-Town               | Newly Single Lady #1 |             |
| 2009 | Brotherlee           | Tamar                | krótkometr. |
| 2011 | Look Again           | Anna                 | krótkometr. |
| 2012 | A Taste of Romance   | Elise                | film TV     |
| 2012 | Voicemail            | Wendy Peters         | krótkometr. |
| 2013 | Douglass U           | Tasha                |             |
| 2015 | Black Card           | Lona                 | krótkometr. |
| 2018 | Jinn                 | Jade                 |             |
| 2019 | #Truth               | Lanie Cooper         |             |

### Telewizja
| Rok        | Tytuł                            | Rola              | Uwagi    |
| ---------- | -------------------------------- | ----------------- | -------- |
| 2011       | Mega przygody Bucketa i Skinnera | Reporterka        | 1 odc.   |
| 2014       | Ray Donovan                      | Porschla          | 1 odc.   |
| 2014       | Everything I Did Wrong In My 20s | Melanie           | 1 odc.   |
| 2015       | Skandal                          | Policjantka       | 1 odc.   |
| 2016       | Miasteczko Wayward Pines         | Żona CJ'a         | 2 odc.   |
| 2016, 2018 | Luke Cage                        | Misty Knight      | 13 odc.  |
| 2017       | Defenders                        | Misty Knight      | 6 odc.   |
| 2018       | Iron Fist                        | Misty Knight      | 6 odc.   |
| 2018-2019  | Tell Me a Story                  | Marianna Reynolds | 2 odc.   |
| 2019       | Relics and Rarities              | Zora              | 1 odc.   |
| 2019–2023  | All Rise                         | Lola Carmichael   | gł. rola |
| 2020       | Altered Carbon                   | Trepp             | 8 odc.   |